# Apfelschaumwein

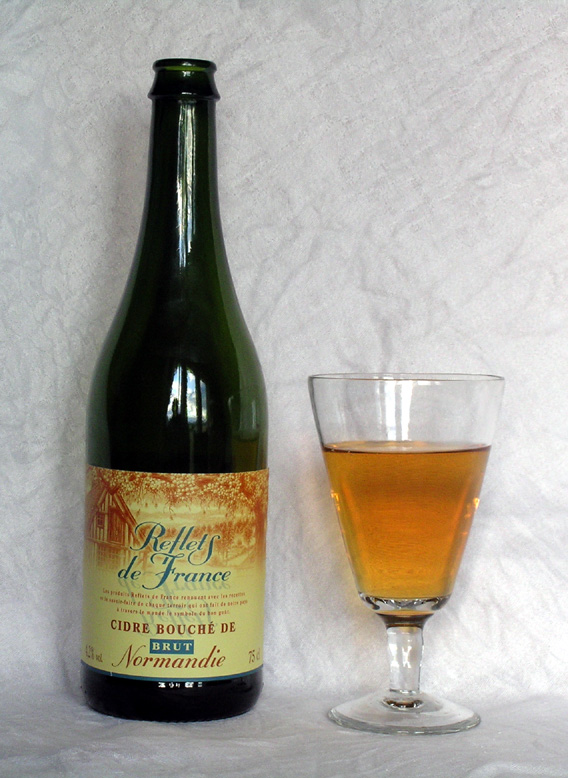
Cidre aus der Normandie

Apfelschaumwein (auch Apfelsekt oder Apfelperlwein) ist eine Bezeichnung für moussierende Apfelweine, die aus verschiedenen Apfelsorten vergoren werden. Im deutschen Sprachraum werden je nach Herstellungsweise auch die französische Bezeichnung Cidre oder die englische Bezeichnung Cider verwendet. Merriam Webster definiert Cider als vergorenen Apfelsaft, der oft durch Karbonisierung oder Fermentation in geschlossenen Behältern mit Kohlensäure angereichert wird. Die Wortherkunft ist auf das mittelenglische sidre sowie das anglo-französische und spätlateinische sicera, das griechische σίκερα sikera, deutsch ‚Obstwein‘ und das hebräische shēkhār zurückzuführen. Das Deutsche Wörterbuch und der Duden kennen auch den Begriff Zider für Apfelwein.

## Geschichte

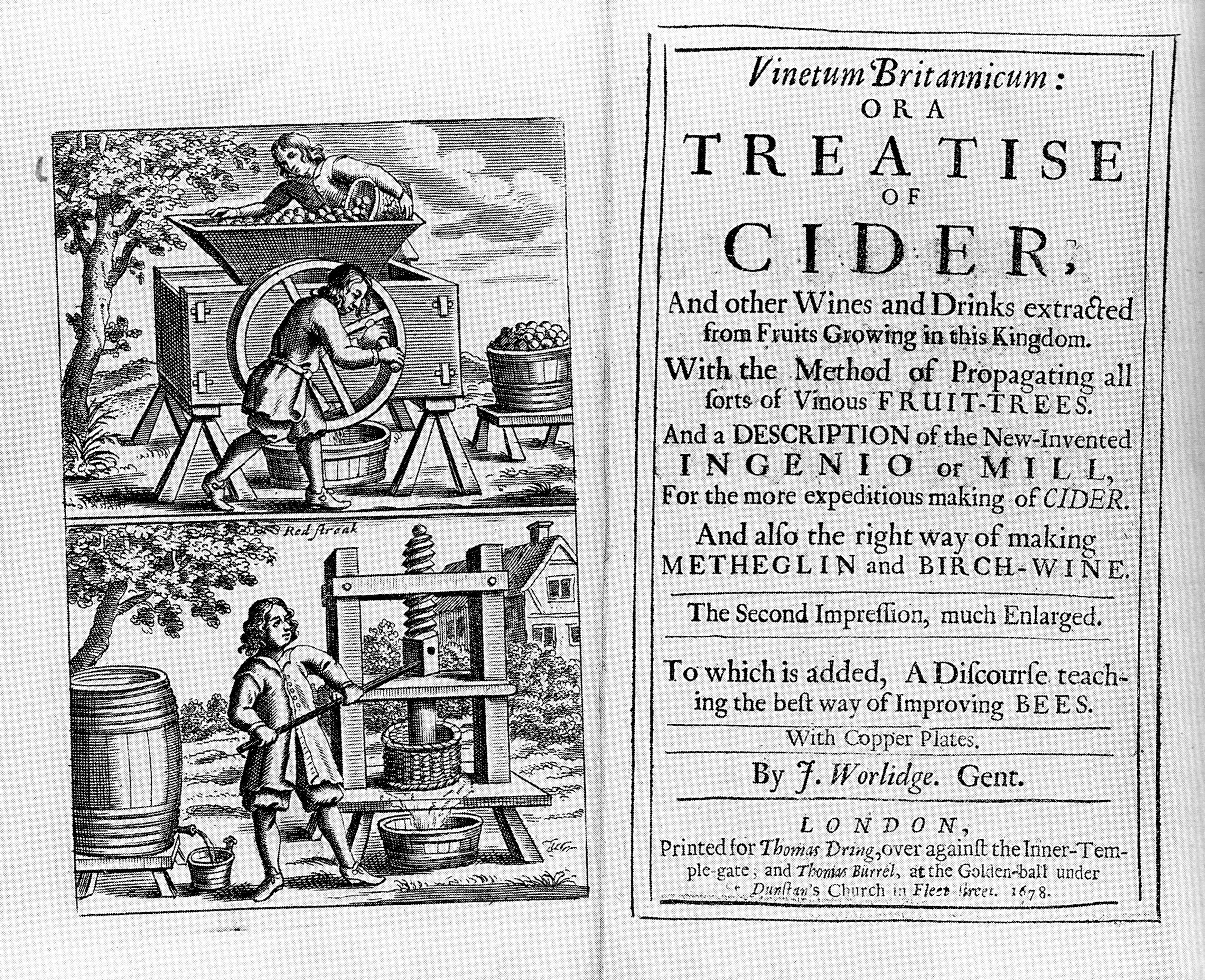
Titelblatt des “Vinetum Britannicum” von John Worlidge, 1678

Die ersten Berichte über die Verwendung des Saftes des Apfels stammen aus einer Zeit etwa 400 v. Chr. Der griechische Geschichtsschreiber Herodot berichtete von einem Stamm in Kleinasien, im Gebiet des heutigen Side, welcher offensichtlich das Auspressen von Äpfeln betrieb. Side ist griechischen Ursprungs und bedeutet Granatapfel. Der Ort ist der griechischen Mythologie nach so benannt, weil Side, eine Tochter des Taurus, sich in einen Granatapfelbaum verwandelte, nachdem sie von einer in einen Baum verwandelten Nymphe in der Nähe des Flusses Manavgat verletzt wurde. Der von Herodot beschriebene Volksstamm ist zwar ausgestorben, aber die Herkunftsbezeichnung Side für das alkoholisierte Apfelsaftgetränk findet sich noch heute im Cidre (Frankreich), Cider (Großbritannien, Irland), Sidro (Italien) oder Sidra (Spanien) wieder. Mitte des 1. Jahrhunderts berichtete der römische Autor Plinius von Wein aus „Birnen und allen Sorten von Äpfeln“. Im 1. Jahrhundert beschrieb ein Militärarzt die heilende Kraft von Obstwein.
Karl der Große, dessen Reich auch das heutige Frankreich umfasste, erließ die Landgüterverordnung „Capitulare de villis vel curtis imperii…“ dass jeder Richter unter seinem Personal auch jemanden haben solle, welcher unter anderem „berauschende Getränke“ (Bier, Apfelwein etc.) bereiten könne. So wurde der Sydre in die Normandie und dann von den Normannen in weite Teile Europas exportiert. Erste ausdrückliche Erwähnungen der Rezeptur finden sich in Schriften des 13. Jahrhunderts. Mit der Einführung der Presse im 13. Jahrhundert nahm die bis dahin lokale Produktion zum Eigenbedarf größere Ausmaße an.
John Worlidge, Agrarwissenschaftler des 17. Jahrhunderts, trat in seinem bekanntesten Buch, Vinetum britannicum or a Treatise of Cider, für die Herstellung von Cider gegenüber der Weinherstellung auf den Britischen Inseln ein.

## Regionen, in denen Apfelschaumwein hergestellt wird
- Belgien: Wallonien
- Deutschland: Hessen, Rheinland-Pfalz, Saarland, Neckartal und Alb-Donau-Kreis (Baden-Württemberg), Fränkische Schweiz (Bayern)
- England: Somerset, Südwest- und Mittelengland
- Frankreich: Normandie, Bretagne, entlang der Loire, Nord-Pas-de-Calais, in der Champagne, den Ardennen und in jüngerer Zeit auch in Savoyen. Die französische Cidreproduktion ist heute die größte weltweit.
- Italien: Aostatal, Trentino-Südtirol, Piemont und Friaul
- Irland: Cork, Tipperary
- Kanada: Quebec (dort besondere Spezialität), Nova Scotia, Okanagan-Tal in British Columbia
- Mexiko: Huejotzingo und Zacatlán, Distrikt Puebla. Importiert im 16. Jahrhundert durch die Spanier.
- Österreich: Niederösterreich, Oberösterreich, Vorarlberg, Salzburg und Steiermark.
- Polen: Lublin.
- Portugal: Madeira
- Schweiz: Schaffhausen (Neunkirch)[4]
- Spanien: Baskenland und Asturien, vereinzelt in Galicien
- Republik Südafrika: Infolge des englischen Erbes und der damit verbundenen Tradition begann ab ca. 1985 die Produktion in größerem Maßstab, die Herstellung konzentriert sich auf das Eastern Cape und nutzt die umfangreichen lokalen Apfelplantagen. Zwei Großhersteller mit drei Markennamen produzieren für das gesamte südliche Afrika.
- Vereinigte Staaten: Wyoming und Oklahoma. Eingeführt von englischen Emigranten war Cidre lange Zeit ein sehr populäres Getränk, verlor jedoch gegenüber dem Bier in der zweiten Hälfte des 19. Jahrhunderts zusehends an Stellenwert. Mit der Prohibition von 1919 bis 1933 kam die Produktion weitgehend zum Erliegen.

Wie für Wein auch gibt es in Frankreich und Spanien für den Cidre so genannte „Kontrollierte Anbauregionen“ (Appellations d’origine contrôlées (AOC)/Denominación de origen controlada (DOC)). Die wichtigste Ursprungsbezeichnung ist – wie für Calvados – das normannische Pays d’Auge. Als gemeinhin besser gilt jedoch die Appellation „Cidre de Cornouaille“ aus dem bretonischen Finistère. Bei den einschlägigen Landwirtschaftsmessen, zum Beispiel dem Pariser Salon de l’Agriculture, erhalten die Elaborate dieser Region fast durchweg die begehrten Medaillen der Jurys.

## Herstellung
Für die Herstellung werden Apfelsorten mit hohem Tanningehalt verwendet. Die Fermentierung findet bei relativ niedrigen Temperaturen von 4 °C – 15 °C statt, was einen wesentlichen Einfluss auf die Dauer der Fermentierung und somit auf das Aroma hat.
Kurz bevor der Zucker vollständig durch die Hefen umgesetzt ist, wird der Cidre in neue Fässer umgefüllt. Die meisten Hefen und Schwebstoffe verbleiben im alten Fass. Das neue Fass wird ohne Lufteinschluss gefüllt und dicht verschlossen. Durch Fermentation des restlichen Zuckers entsteht dann die Kohlensäure und macht den Cidre haltbar. Durch Zugabe von Zucker kann der Alkoholgehalt noch gesteigert werden.
Der Cidre ist in kurzer Zeit trinkfertig, kann aber auch zwei bis vier Jahre lang im Fass gelagert werden. Manche Cidresorten, vor allem in Asturien, werden auch nach der „método tradicional“ hergestellt. Nach „klassischer Flaschengärung“ in Sektflaschen erzeugter Cidre trägt in Frankreich die Bezeichnung Cidre Bouché. Cidre ist das Ausgangsprodukt für die Destillation des Calvados in der Normandie und des Lambig in der Bretagne.

## Alkoholgehalt
Die französischen und belgischen Varianten sind der eher herbe Cidre brut mit ca. 5 % und der süßliche Cidre doux mit nur etwa 2,5 % Alkoholgehalt.
Der Alkoholgehalt der spanischen Produkte ist ähnlich denen der französischen. Die Bezeichnungen sind nicht einheitlich. Die Hersteller in Asturien verwenden meist folgende Klassifizierungen: Amante: Vollaromatischer Sidra, Blanda: Geringer Alkoholgehalt, Cantarina: Höchste Qualität („regt zum Singen an“), Dulcina: Lieblich mit hohem Anteil an Restzucker, Fecha oder Machu: Trocken, vollaromatisch mit hohem Alkoholgehalt, Tierna: Vor Abschluss der Fermentation auf Flaschen gezogen.
Die britischen Ciders sind mit einem Alkoholgehalt von bis zu 12 % deutlich stärker, enthalten zum Teil jedoch weniger Kohlensäure. Die Bezeichnungen lauten dry, fruity, sweet, sparkling, können kombiniert werden und lassen sich mit lightly und medium weiter abstufen.
Die südafrikanischen Varianten sind fast ausnahmslos trocken und entsprechen auch im Alkoholgehalt dem französischen brut. Klassisch ist die Bezeichnung dry, ebenso erhältlich sind die Varianten light, extreme und cold, womit auf besondere Kühlung während des Herstellungsprozesses hingewiesen wird. Der portugiesische Cider gehört zu den süßeren Varianten, vergleichbar dem doux und hat ca. 5 %. Der schwedische Cider ist ein sehr süßer Cider. Der Alkoholgehalt liegt bei 0,8 %, 2,5 %, 4,5 % oder 7,5 %.

## Ausschank

### Schweiz
Weitverbreitet werden in der Schweiz importierte Cider-Marken wie Somersby oder Strongbow konsumiert. Während der letzten Jahre sind jedoch einheimische Marken (vor allem im Craft-Bereich) entstanden, so etwa von der Mosterei Möhl in der Ostschweiz oder die Brands der Zwitsch GmbH im Berner Seeland. Des Weiteren werden auch klassische Cidre nach bretonischem Vorbild hergestellt, hauptsächlich in der französischsprechenden Schweiz, so z. B. in der Cidrerie Vulcain.

### Deutschland
Im Rhein-Main-Gebiet um Frankfurt am Main wird vor allem der vollständig vergorene „Ebbelwoi“ (Apfelwein) hergestellt und getrunken. Verschiedene Kellereien stellen auch Apfelperlweine („Apfelsecco“) und Apfelschaumweine her, zum Teil als sortenreine Spezialität in traditioneller Flaschengärung.
In Rheinland-Pfalz und im Saarland, das hauptsächlich im Landkreis Merzig-Wadern und an der oberen und mittleren Mosel ist er mit der Bezeichnung Viez sehr verbreitet. Jährlich findet in der Kreisstadt Merzig das „Viez-Fest“ statt, das über die Grenzen hinaus (Frankreich und Luxemburg) bekannt und beliebt ist. In der kalten Jahreszeit wird im Saarland sehr oft „heißer Viez“ getrunken. Aktuell sind vermehrt auch deutsche Hersteller auf dem Markt, die eine moderne Variante des Apfelschaumweines unter der englischen Bezeichnung Cider vertreiben.

### Estland
Ähnlich wie in Finnland ist Cider als Siider auch in Estland weit verbreitet und ein beliebtes Getränk. Er wird ebenfalls überwiegend aromatisiert und leicht süß angeboten.

### Finnland

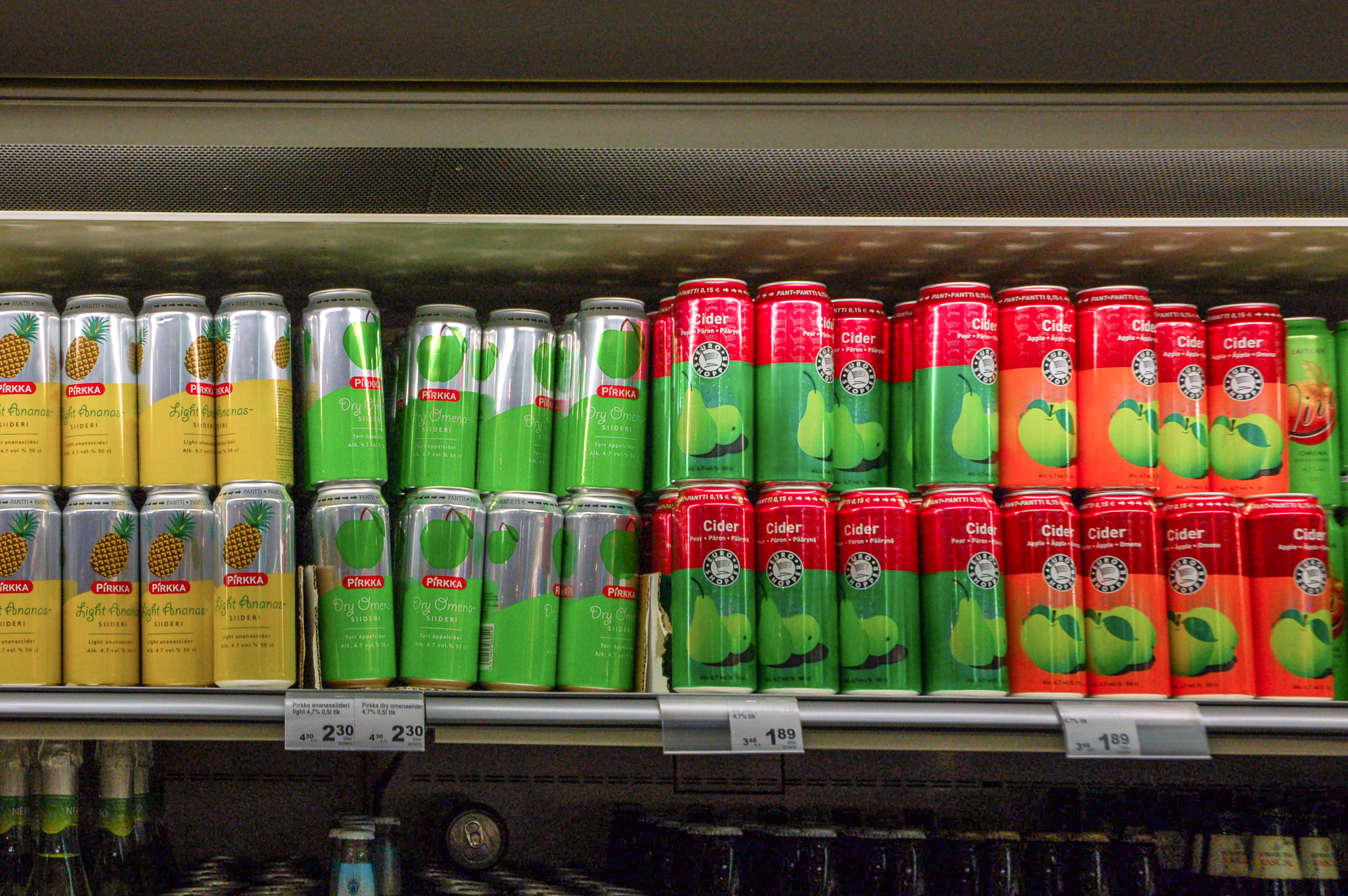
Siideri im Supermarkt in Finnland

Unter dem Namen Siideri ähnlich verbreitet wie Bier in Bars und Kneipen. Auch verfügbar in der 'light' Variante ohne Zucker, mit Pfirsich-, Birnen-, Himbeer-, Erdbeer-, Blaubeer- oder Vanillegeschmack. Siideri ist in Finnland neben Bier das verbreitetste alkoholische Getränk. Bekannte finnische Cider-Marken sind Fizz, Golden Cap, A.Le. Coq, Sherwood und Crowmoor.

### Frankreich

Bretonische Cidre-Tasse (bret. bolenn)

In Frankreich wird Cidre (normannisch La Cidraie, bretonisch Chistr) vor allem in der Normandie und der Bretagne produziert.

Cidre wird nach dem Zuckergehalt klassifiziert (je höher der Alkoholgehalt, desto geringer der Restzucker):
Süßer Cidre (Cidre doux) hat weniger als 3 Vol.-% Alkohol und wird gerne zu Desserts getrunken.
Halbtrockener Cidre (Cidre demi-sec) enthält zwischen 3 und 5 Vol.-% Alkohol.
Der trockene oder herbe Cidre (sec oder brut) moussierendert leicht und hat mehr als 4 Vol.-% Alkohol.
Cidre traditionell / fermier (Cidre nach Bauernart) wird nach überlieferten Techniken hergestellt. 
Die Zusatzbezeichnung bouché (verkorkt) bezeichnet die Abfüllung in Champagnerflaschen (champenoises) und einem Verschluss aus Naturkorken und Muselet.
Der klassische Cidre bouché wird mit Flaschengärung erzeugt. Es gibt aber auch Varianten, bei denen der Gärprozess vor dem Abfüllen durch Schwefelung gestoppt wird. Eine Besonderheit ist der aus Cidre gebrannte Calvados bzw. bretonische Lambig. Ein ähnliches Getränk, das aus einem Gemisch aus Apfel- und Birnensaft vergoren wird, wird Poiré genannt.
Als Kir Breton (bret. Kir Breizh) oder Kir Normand wird ein Mischgetränk aus Cidre und Crème de Cassis, einem Likör aus Schwarzen Johannisbeeren bezeichnet.
Traditionell wird der Cidre aus bolées (bret. bolennoù) (und aus moques in der Normandie) getrunken – kleinen Tassen oder Schalen.
Ein Cidre-Museum befindet sich in Valognes.

### Großbritannien

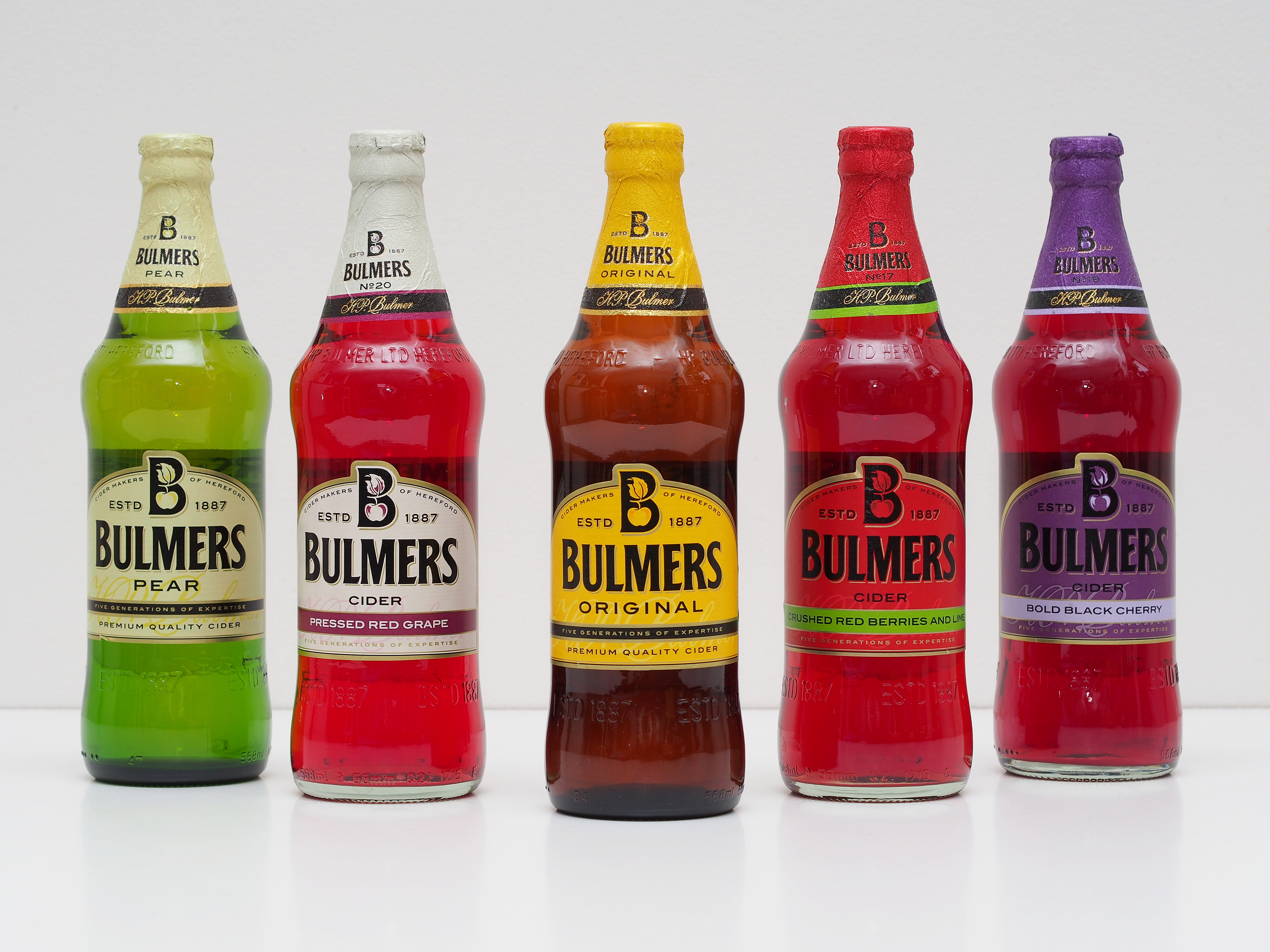
Ciders der britischen Marke Bulmers aus unterschiedlichen Früchten, in der Mitte der Original-Apfelschaumwein

Insbesondere auf den britischen Inseln ist Cider populär. Cider umfasst dabei alle Formen von Apfelschaumwein und Apfelwein. Cider mit nur wenig Kohlensäuregehalt werden mit „non sparkling“, also nicht sprudelnd bezeichnet.
„White Cider“, weißer Cider, bezeichnet billige, alkoholreiche Apfelschaumweine, die unter Verwendung von Wasser und Zucker im großen Maßstab industriell hergestellt werden. Sie sind sehr hell in der Farbe. Inzwischen muss auch ein solcher Cider nach den gesetzlichen Regelungen mindestens 35 % Apfel- oder Birnensaft enthalten, um noch als Cider verkauft werden zu dürfen.
Es gibt verschiedene britische Cider-Marken, die zum Teil weltweit erhältlich sind. In britischen Gaststätten gehört der Zapfhahn für Cider neben denen für Bier zum üblichen Inventar. Zu den bekanntesten englischen Marken gehört Bulmers, Frosty Jack’s Cider, Stowford, Strongbow, Thatchers, White Star und Woodpecker. Es befinden sich auch naturtrübe Cider-Varianten wie Old Rosie im Handel. Aus Wales kommen weitere Marken wie Gwynt y Ddraig.
In Somerset und anderen klassischen Cider-Regionen wird auch noch traditionell Real Cider in kleinen landwirtschaftlichen Betrieben oder für den Hausgebrauch hergestellt, bei dem im Unterschied zum pasteurisierten Cider nicht-pasteurisierter Apfelsaft benutzt wird. Dieses Verfahren funktioniert aber nur mit den regionalen Apfelsorten, bei denen die für die Gärung notwendige Cider-Hefe bereits auf den naturbelassenen Äpfeln vorhanden ist. In Hereford befindet sich das Cider Museum Hereford in dem ehemaligen Kellereigebäude von H. P. Bulmer.

### Irland
Bekannte irische Cidermarken sind Druids Celtic und Bulmers. Um Verwechslungen mit dem gleichnamigen englischen Produkt zu vermeiden, wird Bulmers außerhalb von Irland unter dem Namen Magners vermarktet.

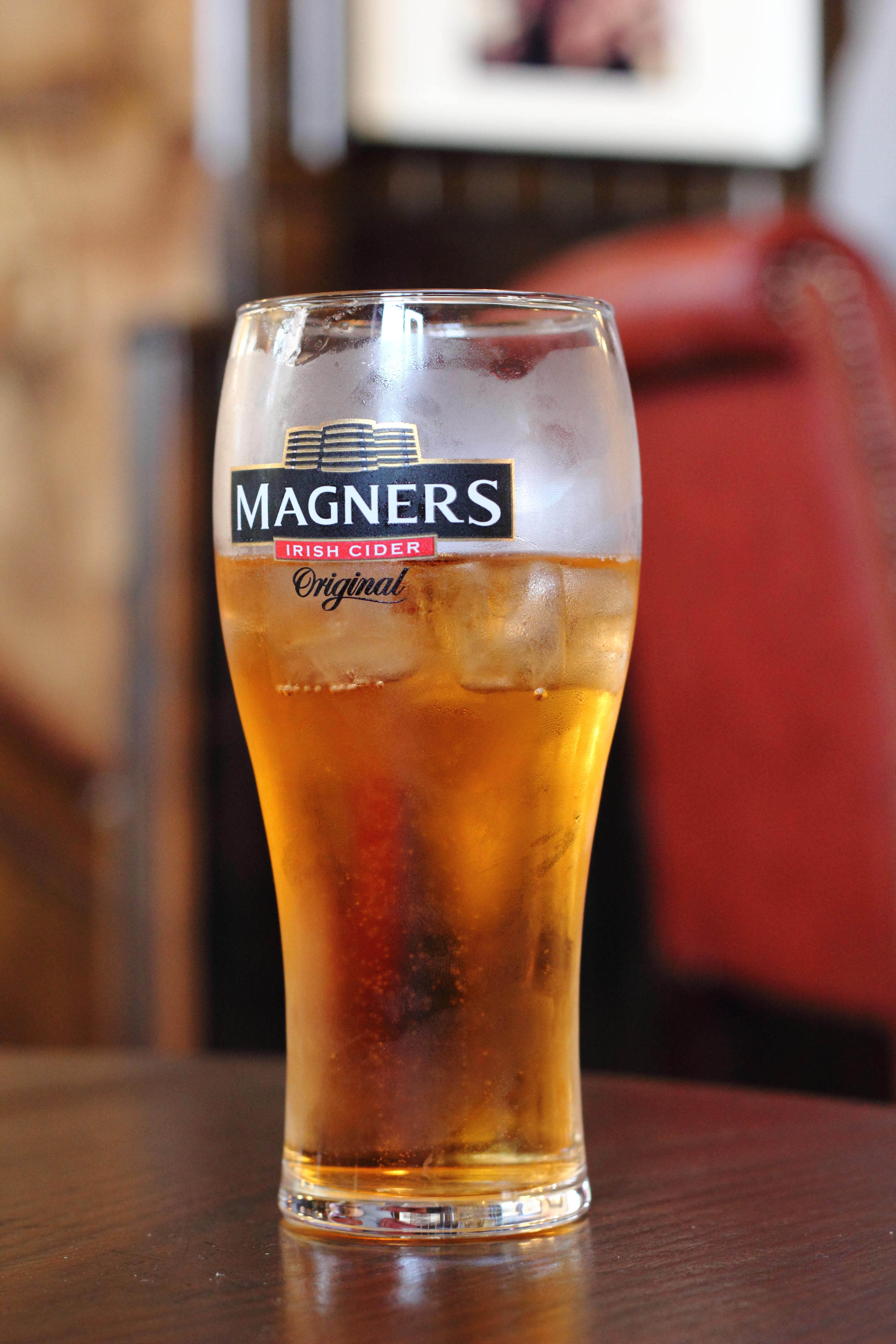
Ein Magners Pint Glas

### Kanada
In Kanada wird seit den 1990er Jahren Ice Cider aus am Baum gefrorenen Äpfeln produziert. Seit einigen Jahren werden auch Perries mit der Bezeichnung „pear cider“ vermarktet. Daneben gibt es diverse Misch-Varianten aus Äpfeln mit Birnen oder anderen Früchten.

### Österreich
In Österreich hat der Cider, auch Zider genannt, eine geringe Verbreitung. Vorherrschend ist hier der traditionelle Most.
Produktionsbetriebe für Zider gibt es im Triestingtal in Niederösterreich, in Vorarlberg, Oberösterreich und in der Südsteiermark.

### Polen
In Polen kommen die Äpfel des Cydr größtenteils aus der Woiwodschaft Lublin. Es gibt jedoch auch Perry aus Birnen oder Cydr naturtrüb, aus rotem Apfel, mit Honig oder diverse Mischgetränke mit Beeren oder Limonen. Sowohl die Mischgetränke als auch die Cydr haben einen Alkoholgehalt von 4,5 %. Normalerweise werden sie nicht noch zusätzlich mit Zucker angereichert. Bekannte Marken sind unter anderem Cydr Lubelski (Ambra S.A.), Dziki und Dobry Cydr.

### Portugal
Der portugiesische Cider ist in 0,35-l-Flaschen im gut sortierten Supermarkt erhältlich und firmiert unter der Bezeichnung „DeCider“.

### Südtirol

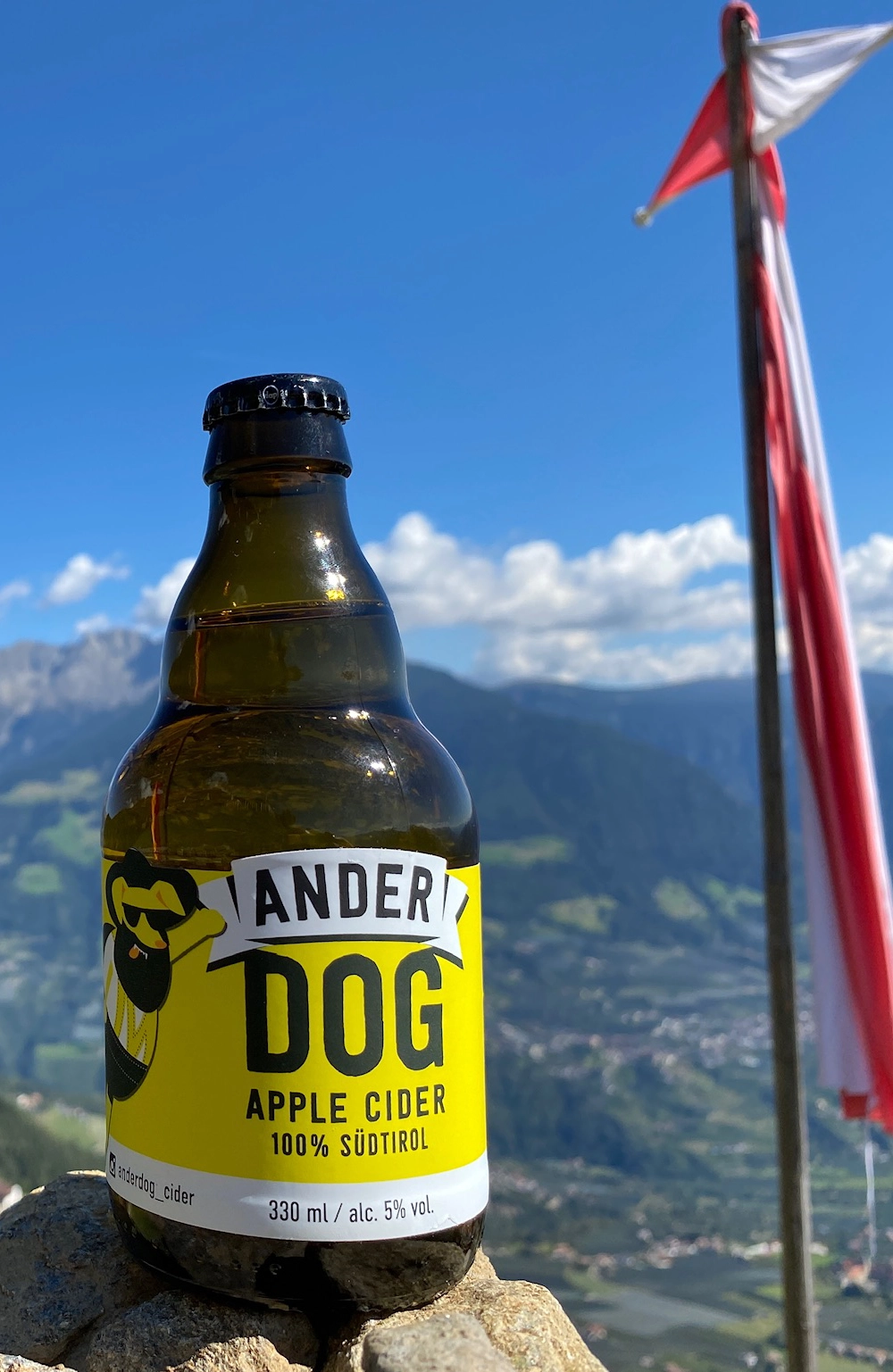
Der Anderdog-Cider aus Südtirol

Südtiroler Apfelcider ist ein Schaumwein mit geringem Alkoholgehalt. Die Einhaltung der strengen Qualitätskriterien bei der Herstellung wird durch unabhängige und zertifizierte Kontrollstellen regelmäßig überprüft. Kriterien dafür sind z. B. nur handgepflückte Äpfel aus integriertem oder biologischem Anbau. Ebenso ist die Zugabe von Fruchtkonzentraten, künstlichen Aromen, Süßungsmitteln, Wasser, Destillaten oder Säuren nicht erlaubt.

### Schweden
Cider ist im ganzen Land als Alternative zum Bier weit verbreitet. Die Sorten Päron (Birne) und Äpple (Apfel) werden am häufigsten getrunken und sind in Bars und Restaurants auch vom Fass zu haben. Im Handel sind den Geschmacksrichtungen kaum Grenzen gesetzt: zum Beispiel Heidelbeer-, Holunder-, Kaktus/Limette- oder Waldbeergeschmack. Bekannte Marken sind Herrljunga Cider, Kopparbergs, Rekorderlig, Xide und Kiviks.
Die Varianten bis 3,5 % Vol. sind wie es in Schweden üblich ist in jedem Supermarkt und an Tankstellen erhältlich. Die stärkeren Varianten sind in der Systembolaget erhältlich.

### Dänemark
Dänischer Cider ähnelt sehr dem schwedischen. Die häufigsten Geschmacksrichtungen sind Apfel und Birne. Bekannte Marken sind Cult, Somersby und Tempt.

### Spanien
In Spanien ist Apfelwein in zwei Regionen üblich: im Baskenland und in Asturien.
Der baskische Sagardo (spanisch Sidra) wird dort in Gaststätten, den Sidrerien (spanisch Sidrería, baskisch Sagardotegi) vom Fass ausgeschenkt. Der Gast bestellt ein Sidramenü, ein Klassiker der baskischen Küche, der Sidra ist inbegriffen. Auf den Zuruf „Txotx!“ (['tʃotʃ]) kann sich jeder trinkwillige Gast zum Fass begeben. Entweder ist der erste Gast, der das Fass erreicht oder der Wirt zuständig, den Zapfhahn zu bedienen und allen Gästen die Gläser zu füllen. Saison für den Fassausschank ist von Mitte Januar bis Ostern, in den übrigen Monaten wird der Sagardo aus Flaschen serviert.
In Asturien gibt es zahlreiche Sidrerien (asturisch Chigres, spanisch Sidrerías), wo der Sidra auf charakteristische Weise ausgeschenkt wird – „L'escanciáu“ (oder spanisch El escanciado): Der Kellner, „Chigreru“ oder „Escanciador“ genannt, hält ein Glas so tief wie möglich in einer Hand und gießt den Sidra aus einer Flasche mit erhobenem Arm ein, so dass er auf den oberen Glasrand plätschert. So wird der Sidra dekantiert und entwickelt sein Aroma. Allerdings spritzt dabei Sidra auf den Boden, weshalb häufig Sägemehl ausgestreut wird, was die Eingänge der Sidrerien schon von weitem deutlich erkennbar macht. Die Gäste am Tisch teilen sich oft ein Glas.
Im Jahr 2024 wurde „Asturische Sidrakultur“ von der UNESCO in die Repräsentative Liste des immateriellen Kulturerbes der Menschheit aufgenommen.

### Südafrika

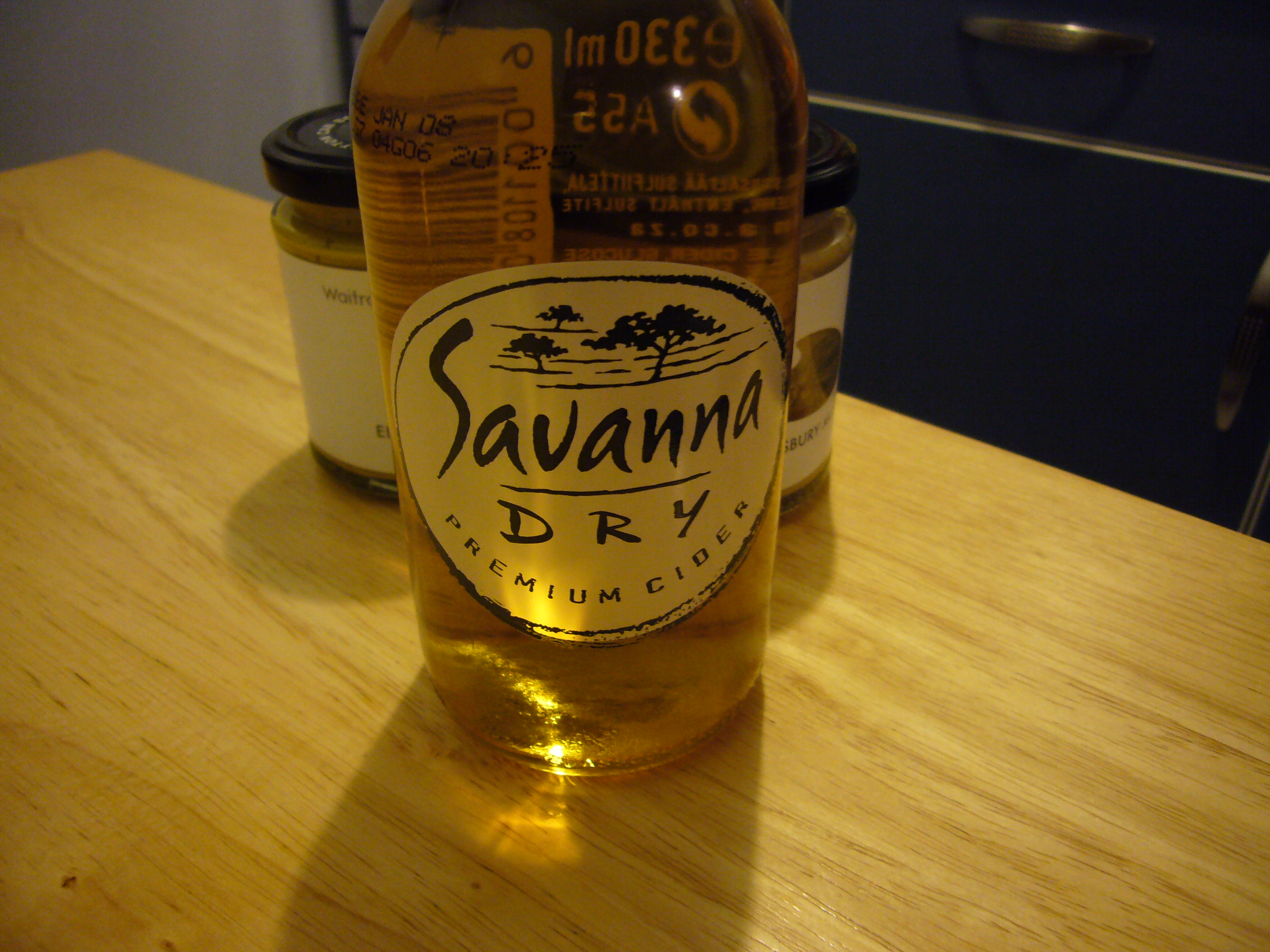
Eine Flasche Savanna Dry

Die südafrikanischen Varianten sind in allen Bottlestores erhältlich, und mindestens eine Marke ist Bestandteil aller Getränkekarten in Restaurants. Die Abpackung erfolgt in kleinen Flaschen oder Dosen, in denen dann auch serviert wird. Mehr als Scherz hat sich bei einer Marke etabliert, dass der Cider durch ein Zitronenachtel im Flaschenhals getrunken wird. Die bekannten Marken sind Savanna und Hunters des Herstellers ‚Distell‘ sowie Redd′s aus der ‚SAB Miller Group‘, seit der WM in Südafrika ist die Marke Masai Cider sehr bekannt geworden.

## Mischgetränke
„Snake Bite“ ist die Bezeichnung für ein Mischgetränk aus Cider, hellem Bier (meistens Lager, in Deutschland zuweilen auch Pils), und manchmal auch einem Schuss Schwarze Johannisbeere, der dem Getränk eine rote Farbe verleiht.
In einigen Gaststätten gibt es auch den „Poor Man’s Black Velvet“ („Black Velvet des kleinen Mannes“, wobei der 'Black Velvet' genannte Biercocktail traditionell aus Stout (meistens Guinness) und weißem Schaumwein (meistens Champagner) besteht), ein Mischgetränk bestehend aus Cider und Guinness. Ein „Cider Black“ ist in Großbritannien ein Glas Cider mit einem Schuss Sirup der Schwarzen Johannisbeere (Blackcurrant).

## Musik
1976 veröffentlichten The Wurzels unter dem Titel I Am a Cider Drinker eine erfolgreiche Coverversion des Popsongs Paloma Blanca der Gruppe George Baker.